# لويد فرينش
لويد فرينش (بالإنجليزية: Lloyd French)‏ هو كاتب سيناريو ومخرج أمريكي، ولد في 11 يناير 1900 في سان فرانسيسكو في الولايات المتحدة، وتوفي في 24 مايو 1950 في بيفرلي هيلز في الولايات المتحدة.

## وصلات خارجية
- لويد فرينش على موقع IMDb (الإنجليزية)
- لويد فرينش على موقع ألو سيني (الفرنسية)
- لويد فرينش على موقع أول موفي (الإنجليزية)
- لويد فرينش على موقع قاعدة بيانات الأفلام السويدية (السويدية)
- لويد فرينش على موقع قاعدة بيانات الفيلم (الإنجليزية)
- لويد فرينش على موقع كينوبويسك (الروسية)